# Departamento Rivadavia (Salta)
Das Departamento Rivadavia liegt im Nordosten der Provinz Salta im Nordwesten Argentiniens und ist eine von 23 Verwaltungseinheiten der Provinz. 
Es grenzt im Norden an Bolivien, im Osten an die Provinz Formosa, im Süden an die Provinz Chaco und im Westen an die Departamentos Anta, Orán und General José de San Martín. 
Die Hauptstadt des Departamento ist das gleichnamige Rivadavia.

## Städte und Gemeinden
Das Departamento Rivadavia ist in folgende Gemeinden (Municipios) aufgeteilt:
- Rivadavia Banda Norte
- Rivadavia Banda Sur
- Santa Victoria Este
- Alto de la Sierra
- Alto Verde
- Amberes
- Belgrano
- Capitán Juan Page
- Coronel Juan Solá (Est. Morillo)
- El Ñato
- La Corzuela
- La Esperanza
- La Unión
- Los Blancos
- Martín García
- Palmarcito
- Pluma del Pato
- Pozo Cercado
- Pozo Hondo
- Puerto La Paz
- San Agustín
- San Isidro
- San Miguel
- Santa María
- Santa Rosa
- Suri Pintado
- Vuelta de los Tobas